# 권윤민
권윤민(權潤民, 1979년 1월 22일~)은 대한민국의 야구인이다. 선수 시절 KBO 리그의 팀인 KIA 타이거즈의 포수로 활동했으며, 현재 KIA 타이거즈의 전력기획팀장을 맡고 있다.
1997년 현대 유니콘스의 고졸 우선 지명을 받았으나 인하대학교에 진학하였고, 인하대학교를 중퇴하고 1999년 11월 잠재력을 평가받아 시카고 컵스와 120만 달러에 입단 계약을 맺었다. 2003년 오른쪽 어깨 인대 부상으로 방출되어 메이저 리그의 꿈을 접고, 귀국 후 엑스포츠 및 MBC 스포츠+의 해설가로 활동하였다. 시카고 컵스 계약으로 인해 그는 KBO로부터 영구 자격 정지를 당했고, 이로 인해 인해 법정 공방을 벌여야 했다. 이후 승소하여 2007년 신인 지명에서 2차 5순위로 KIA 타이거즈의 지명을 받아 대한민국 무대에 복귀하였다. 어깨 부상으로 인해 내야수로 전향하였으나, 2007년 1군에는 11경기에만 출장하였고 2008년 이후에는 1군에 올라오지 못했다.
이후 KIA 타이거즈에서 스카우트로 일하고 있다.

## 출신 학교
- 인천석천초등학교
- 동인천중학교
- 동산고등학교
- 인하대학교 (1997학번)(3학년 때 중퇴)